# Amarant caranegre
L'amarant caranegre (Lagonosticta larvata) és un ocell de la família dels estríldids (Estrildidae).

## Hàbitat i distribució
Habita praderies de l'est del Sudan i oest d'Etiòpia. Senegal, Gàmbia, sud-oest de Mali, Guinea Bissau, Guinea, Sierra Leone, nord de Costa d'Ivori, Burkina Faso, Ghana, Togo, Benín, sud de Níger, Nigèria, nord del Camerun, sud de Txad, República Centreafricana, sud del Sudan, extrem nord-est de la República Democràtica del Congo i nord d'Uganda.

## Taxonomia
Alguns autors consideren que aquest tàxon engloba en realitat tres espècies diferents:
- Lagonosticta larvata (sensu stricto) - amarant caranegre. De l'est de Sudan i Etiòpia.
- Lagonosticta nigricollis Heuglin, 1863 - amarant gris.[3] Des del centre i sud de Mali fins Sudan i Uganda.
- Lagonosticta vinacea (Hartlaub, 1857) - amarant vinós.[4] Des de Senegal i Gambia fins l'oest de Mali i Guinea.